# Сражение у Калача-на-Дону
Сражение у Калача-на-Дону (23 июля — 11 августа 1942 года) — боевые действия в большой излучине Дона между 6-й армией вермахта и силами советского Сталинградского фронта. Советское командование пыталось остановить продвижение противника, вводя в бой крупные танковые соединения, однако из-за ошибок командования Сталинградского фронта, а также благодаря лучшей тактической подготовке и превосходству в воздухе немецких войск, им удалось нанести поражение танковым силам РККА. В результате двухнедельных боёв части 6-й армии вермахта нанесли поражение 62-й и 64-й армиям РККА и заняли Калач-на-Дону, окружив при этом советские войска, не успевшие уйти за Дон. После этого части 6-й армии переправились через Дон и создали плацдарм на восточном берегу реки, что в дальнейшем дало возможность стремительным ударом прорваться к Сталинграду и выйти к Волге на северной окраине города.

## Предшествующие события

### План «Блау»
1 июня 1942 года в штабе группы армий «Юг» в Полтаве состоялось совещание с участием Гитлера, на котором обсуждались планы летнего наступления. План, получивший кодовое название «Блау» (нем. Fall Blau — «Синий вариант») имел основной целью захват нефтяных месторождений Грозного и Баку. Кроме того, предполагалось прервать поставки нефти в центральную Россию по Волге, для чего планировался захват Астрахани. План разделялся на две части:  Blau I и Blau II. Сталинград на совещании практически не упоминался: город представлял для противника лишь вторичный интерес с точки зрения уничтожения расположенных там военных заводов. Захват самого города не считался обязательным.
Операция «Блау» должна была начаться со взятия Воронежа. Затем планировалось окружение советских войск в излучине  Дона, после чего 6-я армия, развивая наступление на Сталинград, обеспечивала безопасность северо-восточного фланга группировки, наступавшей на Кавказ. Предполагалось, что Кавказ оккупируют 1-я танковая армия (командующий — генерал-полковник Эвальд фон Клейст) и 17-я армия (командующий — генерал от инфантерии Рихард Руофф).

### Операция «Брауншвейг»
Наступление по плану «Блау» началось 28 июня, а 30 июня название было изменено с «Блау» на «Брауншвейг». Части плана «Блау», первоначально называвшиеся Blau I и Blau II, были переименованы в операции «Клаузевиц» (Clausewitz) и «Дампфхаммер» (Dampfhammer), соответственно. План «Клаузевиц» касался начала операций группы армий «А» в июле 1942 года, «Дампфхаммер» — определял последующие операции в июле 1942 года. 
6-8 июля немецкие войска заняли Воронеж, после чего 4-я танковая армия вермахта была передана в распоряжение группы армий «А», наступавшей на Кавказ. Наступление в направлении Сталинграда было возложено на 6‑ю армию Фридриха Паулюса, которая двигалась к Волге кратчайшим путём — через большую излучину Дона в направлении Калача-на-Дону. 
В директиве № 45 от 23 июля 1942 года Гитлер обозначил новые цели операции «Брауншвейг». Немецкие войска должны были наступать в направлении Кавказа (операция «Эдельвейс») и Сталинграда (операция «Фишрайер»).

### Действия РККА
Пытаясь организовать оборону, Ставка ВГК приняла решение передать левый фланг Юго-Западного фронта в подчинение Южного фронта, но из-за действий 17-й армии вермахта и 1-й танковой армии  это решение оказалось неисполнимым.  К концу первой декады июля Юго-Западный фронт был практически рассеян; его тылы, а также тылы Южного фронта попали под удар сил противника, наступавших в юго-восточном направлении. 12 июля был создан Сталинградский фронт (командующий — маршал С. К. Тимошенко, член военного совета — секретарь ЦК КП(б) Украины Н. С. Хрущёв, начальник штаба — генерал-лейтенант П. И. Бодин ). В состав фронта вошли три резервные армии: 62-я (командующий — генерал-майор В. Я. Колпакчи), 63-я (командующий — генерал-лейтенант В. И. Кузнецов) и 64-я (командующий — генерал-лейтенант В. Н. Гордов). Эшелоны армий растянулись до Тулы, стрелковые части пешком двигались к фронту, точное расположение которого не было известно советскому командованию.
В соответствии с планом «Блау» основной целью немецкого наступления были нефтяные месторождения Баку, однако после взятия Воронежа Гитлер решил занять и Сталинград. Город, носивший имя Сталина, имел не только военно-стратегическое, но и очевидное идеологическое значение как для немецкого, так и для советского руководства. Ставка ВГК предприняла энергичные действия для укрепления сталинградского направления. После неудачной обороны Воронежа Сталин отстранил от командования Сталинградским фронтом С. К. Тимошенко, назначив 21 июля на его место В. Н. Гордова. Навстречу силам вермахта в излучину Дона были направлены две недавно сформированные армии: 62-я (В. Я. Колпакчи) и 64-я (В. И. Чуйков), усиленные 1-й танковой армией (К. С. Москаленко).

## Расстановка сил

### Советская оборона
В конце июля 1942 года 62-я армия заняла оборону к северо-западу от Калача-на-Дону на рубеже Клетская — Суровикино протяжённостью более 100 км. 33-я гвардейская, 147-я, 181-я, 192-я и 196-я стрелковые дивизии занимали оборону по фронту, 184-я стрелковая дивизия находилась во втором эшелоне.
Командующий 62-й армией В. Я. Колпакчи сосредоточил усилия обороны на левом фланге армии, закрывая направление, по которому Калач-на-Дону достигался по кратчайшему расстоянию. Соответственно, уплотнение на левом фланге было достигнуто за счёт растягивания фронта 192-й стрелковой дивизии на правом фланге 62-й армии. Выведенная во второй эшелон 184-я стрелковая дивизия также располагалась за левым крылом 62-й армии, своим фронтом пересекая железную дорогу. 62-я армия состояла из 6 стрелковых дивизий, 40-й отдельной танковой бригады и 6 отдельных танковых батальонов; 64-я армия имела 2 стрелковые дивизии и танковую бригаду. К северу от позиций 62-й армии (вне излучины Дона) располагалась 63-я армия. В сумме 62-я и 64-я армии имели 160 тыс. живой силы, около 400 танков и 2200 орудий и миномётов; при этом существовал значительный недостаток зенитных и противотанковых орудий.

### Вермахт

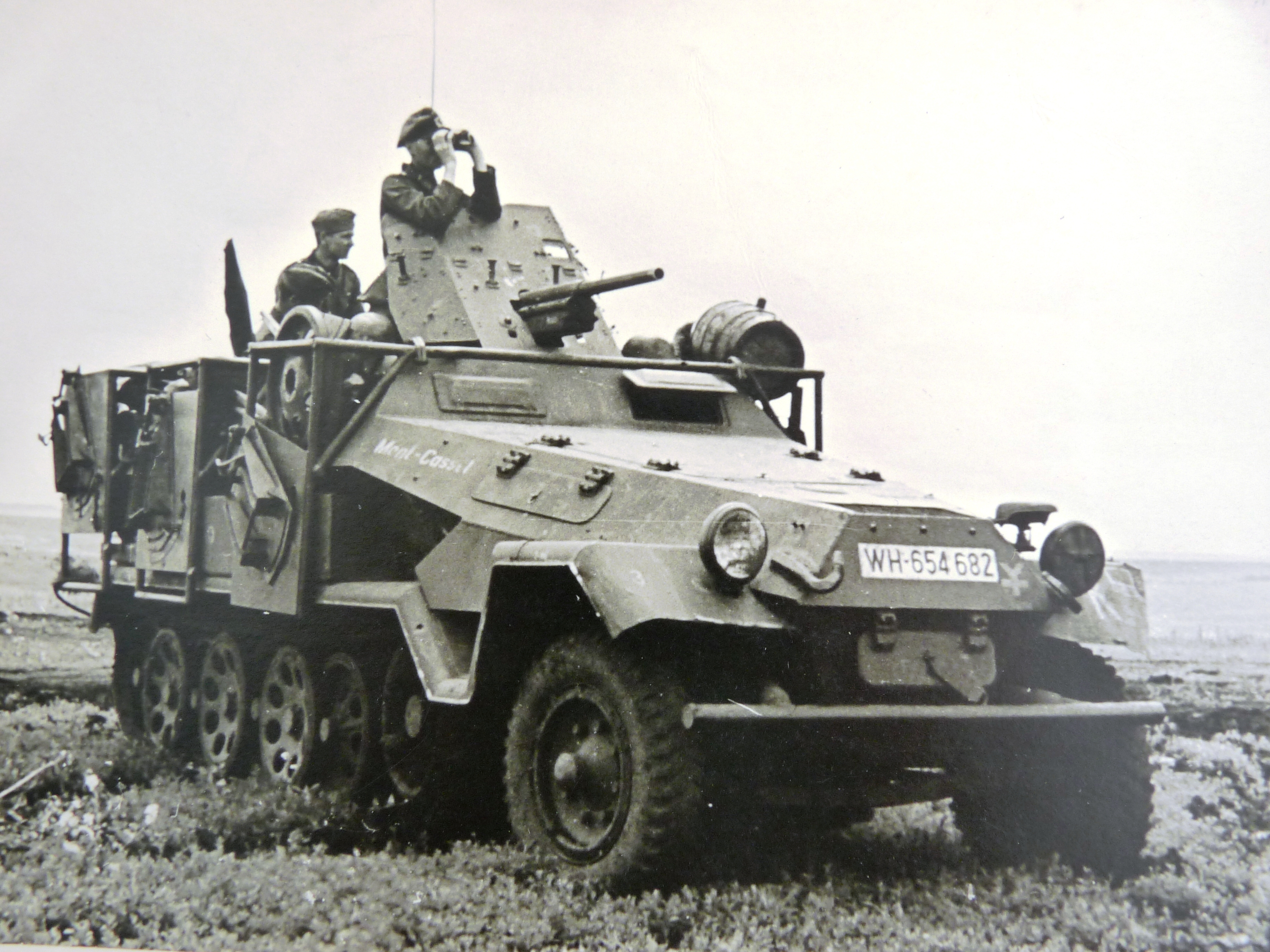
Офицер вермахта ведет наблюдение с бронетранспортёра Sd.Kfz. 251, 16-я танковая дивизия, район боёв у реки Дон, 10 августа 1942 года

В июле 1942 года 6-я армия имела следующий состав:
- 8-й армейский корпус, генерал Вальтер Гейтц
  - 384-я пехотная дивизия, генерал-лейтенант Эккард Фрайхерр фон Габленц
  - 376-я пехотная дивизия, генерал-лейтенант Александр фон Даниэльс[нем.]
  - 305-я пехотная дивизия[нем.], генерал-майор Курт Оппенлендер[нем.]
  - 113-я пехотная дивизия, генерал-лейтенант Ганс-Генрих Сикст фон Армин[нем.]
- 14-й танковый корпус, генерал от инфантерии Густав фон Витерсхайм
  - 60-я пехотная дивизия (мот.), полковник Отто Колерманн
  - 16-я танковая дивизия, генерал-лейтенант Ханс-Валентин Хубе
  - 3-я пехотная дивизия (мот.), генерал-лейтенант Гельмут Шлёмер
- 11-й армейский корпус, генерал Карл Штрекер
  - 100-я лёгкая пехотная дивизия, генерал-лейтенант Вернер Санне[нем.]
  - 369-й хорватский пехотный полк, полковник Виктор Павичич
  - 389 пехотная дивизия, генерал-лейтенант Эрвин Йенеке
- 51-й армейский корпус, генерал от артиллерии Вальтер фон Зейдлиц-Курцбах
  - 44-я пехотная дивизия, генерал-лейтенант Генрих-Антон Дебой[нем.]
  - 71-я пехотная дивизия, генерал от инфантерии Александр фон Хартманн
  - 295-я пехотная дивизия, генерал от артиллерии Рольф Вутманн[нем.]
- 24-й армейский корпус, генерал Виллибальд фон Лангерман
  - 24-я танковая дивизия, генерал-майор Бруно Риттер фон Хауэншильд[нем.]
  - 297-я пехотная дивизия, генерал от артиллерии Макс Пфеффер[нем.]
  - 76-я пехотная дивизия, генерал-лейтенант Карл Роденбург[15].

## Условия

### Местность

Большая излучина Дона по сотоянию на момент сражения

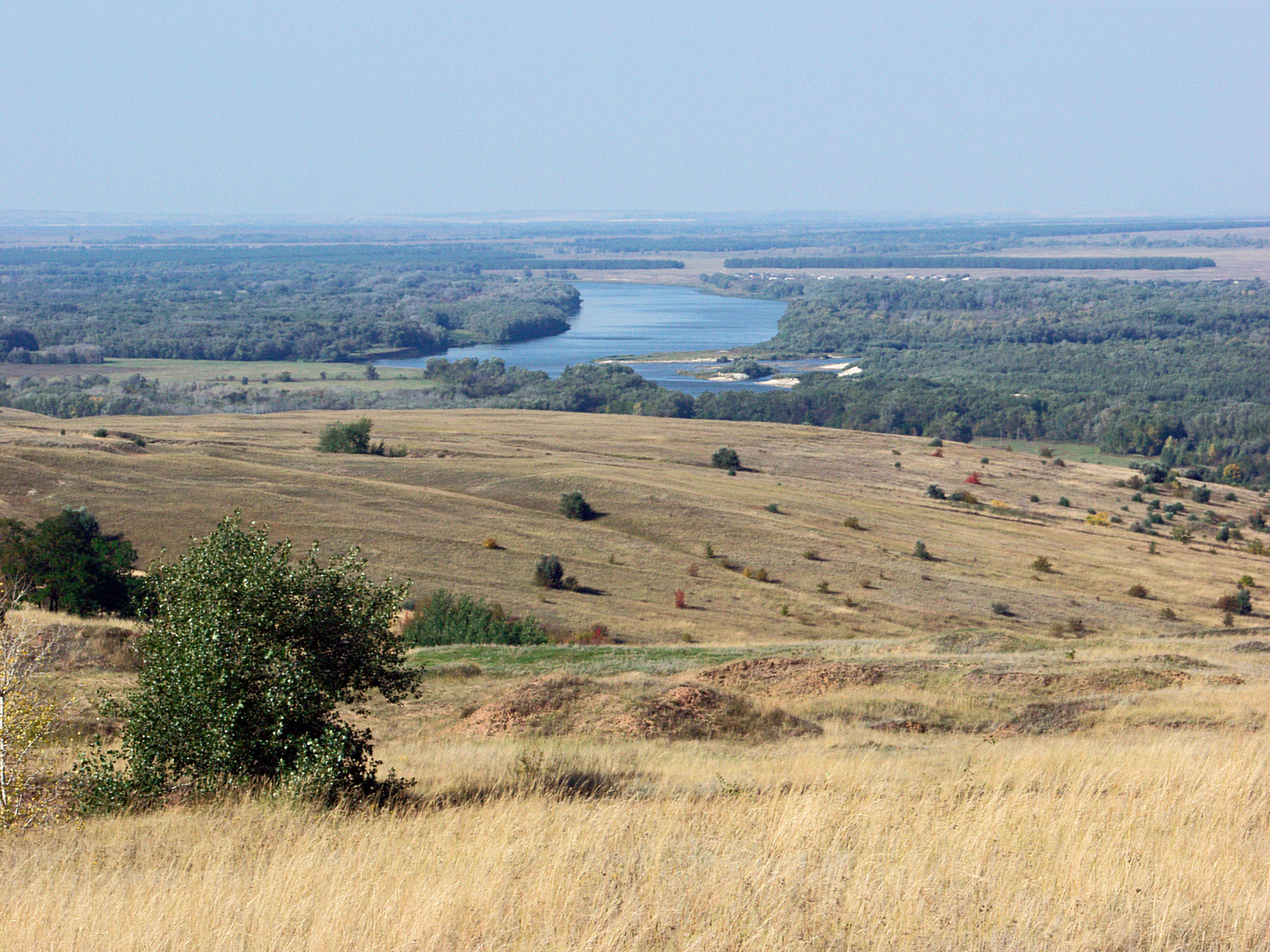
Типичный пейзаж в районе боёв

Бои проходили в большой излучине Дона (см. карту) к западу от Калача-на-Дону на участке от Клетской на севере до Суровикино на юге (примерно 100 км по фронту и 50 км в глубину). Местность степная; пересечена редкими лесополосами (на илл.). Имеется протяжённая локальная возвышенность высотой от 100 до 250 метров над уровнем моря (Донская гряда). Местность пересечена множеством глубоких эрозионных оврагов (т. н. ба́лок), затрудняющих движение танков и транспорта. Среди лесных полос и балок расположены сельскохозяйственные угодья с редкими сёлами и небольшими посёлками. Кроме Дона, здесь протекают небольшие реки: Чир, Цуцкан, Куртлак, Берёзовая, Добрая и Лиска. Как и всюду в России правые (западные у Дона и других рек текущих на юг) берега рек образуют обрывы, а левые пологи, что создает препятствия при движении с востока на запад, но не с запада на восток.

### Население
В дореволюционное время большая излучина Дона входила в Область Войска Донского. К началу войны, несмотря на гражданскую войну, эмиграцию и репрессии советской власти, здесь ещё сохранилось население, принадлежавшее ранее к сословию донских казаков. Казаки с надеждой восприняли приближение германской армии и оказывали ей посильное содействие, в том числе, вступая во вспомогательные части вермахта.

### Погода
По воспоминаниям участников событий стояла необычайно сухая и жаркая погода. В дневное время температура воздуха доходила до 40 °C в тени.

## Боевые действия

### Немецкое наступление

#### 23 июля
Части 8-го армейского корпуса вермахта при поддержке авиации и артиллерии нанесли удар по ослабленному правому флангу 62-й армии. 3-я моторизованная дивизия (ком. — генерал-лейтенант Хельмут Шлёмер) прорвала оборону 192-й стрелковой дивизии РККА; в Верхней Бузиновке были разгромлены штабы двух стрелковых дивизий с узлом радиосвязи, погиб командир 192-й стрелковой дивизии полковник А. С. Захарченко.
При поддержке 100-й егерской дивизии силы 3-й моторизованной дивизии окружили советские части, державшие оборону южнее Клетской. В окружение попали 192-я и 184-я стрелковые дивизии, два полка 33-й гвардейской стрелковой дивизии, 40-я танковая бригада (ком. — К. В. Скорняков) и три артиллерийских полка. К концу дня 23 июля немецкие части вышли на западный берег Дона у хутора Каменский. Советские войска ещё удерживали участок шириной 60 км и глубиной 30 км от Калача-на-Дону до Нижнего Чира .

#### 24 июля
Запасы горючего 3-й моторизованной дивизии вермахта подошли к концу. Оставшимся горючим была заправлена небольшая подвижная группа («KG-60»); группа двинулась на юго-восток в направлении Калача-на-Дону. В районе Верхней Бузиновки группа отразила атаку 13-го танкового корпуса (ком. — полк. Т. И. Танасчишин), пытавшегося пробиться с юга к окружённой группировке советских дивизий. К концу дня группа прошла 80 км по тылам 62-й армии и вышла к хутору Осиновский в 10 км от Калача-на-Дону.
На левом фланге 62-й армии 16-я танковая и 113-я пехотная дивизии вермахта прорвали позиции 184-й стрелковой дивизии (командир — полковник С. Т. Койда).
К вечеру 24 июля силы 8-го мехкорпуса вермахта заняли всю северную часть излучины Дона кроме участков у Серафимовича, Кременской и Сиротинской.

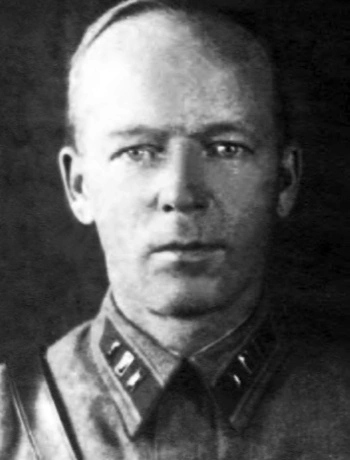
К. А. Журавлёв

Известия о катастрофе в Бузиновке достигли штаба 62-й армии (до 10 сентября штаб армии располагался вблизи Калача-на-Дону). Для руководства окружёнными войсками в Бузиновку был доставлен самолётом начальник оперативного отдела армии полковник К. А. Журавлёв (на илл.). Восстановив управление, Журавлёв организовал окружённые части в боевую единицу, получившую название «группа Журавлёва». Группа шесть дней держала круговую оборону; 1 августа часть окружённых (около 5 тыс. человек) пробилась в расположение 1-й танковой армии .
На южном участке советской линии обороны 297-я и 71-я пехотные дивизии 51-го армейского корпуса  при поддержке 24-й танковой дивизии перешли р.Чир и повели наступление на слабо укреплённые позиции 64-й армии. Им противостояли 229-я (командир — полковник Ф. Ф. Сажин) и 214-я (командир — генерал-майор Н. И. Бирюков) стрелковые дивизии 64-й армии. Во втором эшелоне обороны 64-й армии располагались 112-я стрелковая дивизия (командир — полковник И. П. Сологуб), 66-я и 154-я бригады морской пехоты и 137-я отдельная танковая бригада (командир — полковник К. С. Удовиченко).
Силы 64-й армии успешно отразили наступление австрийской 44-й пехотной дивизии, но 16-я танковая дивизия вермахта смяла оборону 184-й стрелковой и 33-й гвардейской дивизий на стыке между 62-й и 64-й армиями и продвинулась на 25 км по направлению к Калачу. Командующий 62-армией Колпакчи утратил связь с войсками и не знал их точного местонахождения.

### Контрудар Василевского
Прорыв противника к Дону вызвал тревогу в Ставке ВГК. Сталин немедленно отправил в штаб Сталинградского фронта начальника Генштаба А. М. Василевского. Ставка требовала от командования фронта отбросить противника от Дона до рубежа р. Чир. Однако части 62-й армии, державшие оборону на северном фланге фронта в районе Клетская — Верхняя Бузиновка (3 стрелковые дивизии и танковая бригада) были окружены, а положение на южном фланге фронта также оказалось под угрозой, поскольку не до конца сформированная 64-я армия Чуйкова с трудом сдерживала напор противника (25-26 июля). Перед Гордовым и Василевским встала задача спасения 62-й армии. Василевский предложил нанести контрудар силами двух недавно сформированных танковых армий: 1-й ТА (К. С. Москаленко) и 4-й ТА (В. Д. Крючёнкин).
По плану Василевского, 1-я ТА должна была в ночь на 28 июля начать наступление от Калача-на-Дону во фланг прорвавшейся группировки противника в направлении Верхней Бузиновки и далее на Клетскую. 4-й ТА следовало наступать в направлении станицы Голубинской и далее на Верхнюю Бузиновку, где она бы соединилась с 1-й ТА. 27 июля 21-я армия (командующий — генерал-майор М. М. Данилов) должна была нанести удар с севера на Клетскую в тыл 8-го армейского корпуса вермахта, прорвавшего оборону 62-й армии. Василевский полагал, что иного выхода, как наносить встречный удар, у него нет, хотя советские 1-я и 4-я танковые армии были лишь остатками Юго-восточного фронта, не полностью восстановленными после катастрофы под Харьковом. Всего для контрудара было сосредоточено три танковых корпуса и две танковые бригады — примерно 550 танков, более половины из которых составляли Т-34 и КВ-1. Авиационное прикрытие выполняла 8-я воздушная армия. Из-за проблем со связью и невозможностью вести авиаразведку командиры танковых корпусов получили от штаба фронта лишь приблизительные сведения о расположении окружённых дивизий. В приказе начальника штаба фронта Д. Н. Никишова говорилось: «Ищите их между Лиской и Доном».

### Котёл у Калача
В ожидании пополнения запасов горючего и боеприпасов штаб 6-й армии Паулюса переместился в Каменск-Шахтинский, где уже размещался штаб 11-го корпуса из резерва ОКХ, имевшего в составе две пехотные дивизии. 4 августа подвижные части 6-й армии получили достаточно топлива, чтобы пройти около 50 км. Паулюс назначил начало наступления на Калач-на-Дону на 8 августа. Гитлер приказал воздушному флоту Рихтгофена поддержать наступление 6-й армии. Паулюс и Рихтгофен тщательно скоординировали действия авиации: Рихтгофен стянул к Калачу-на-Дону все имеющиеся силы. После десятидневного перерыва, вызванного отсутствием горючего, 6-я армия возобновила наступление.
На рассвете 7 августа 14-й танковый корпус и 24-й армейский корпус при поддержке авиации прорвали советскую линию фронта в районе Калача с севера и юга. С северо-востока и юго-запада от реки Дон, 14-й и 24-й танковые корпуса нанесли удар по советскому плацдарму у Калача. К концу дня к юго-западу от Калача были окружены восемь стрелковых дивизий РККА. Подошедшие части 51-го армейского корпуса начали планомерное уничтожение окружённых советских войск. К 11 августа были подавлены последние очаги сопротивления. Было захвачено около 50 тыс. пленных; немцы также заявили об уничтожении около тысячи советских танков и 750 орудий.

## Роль люфтваффе

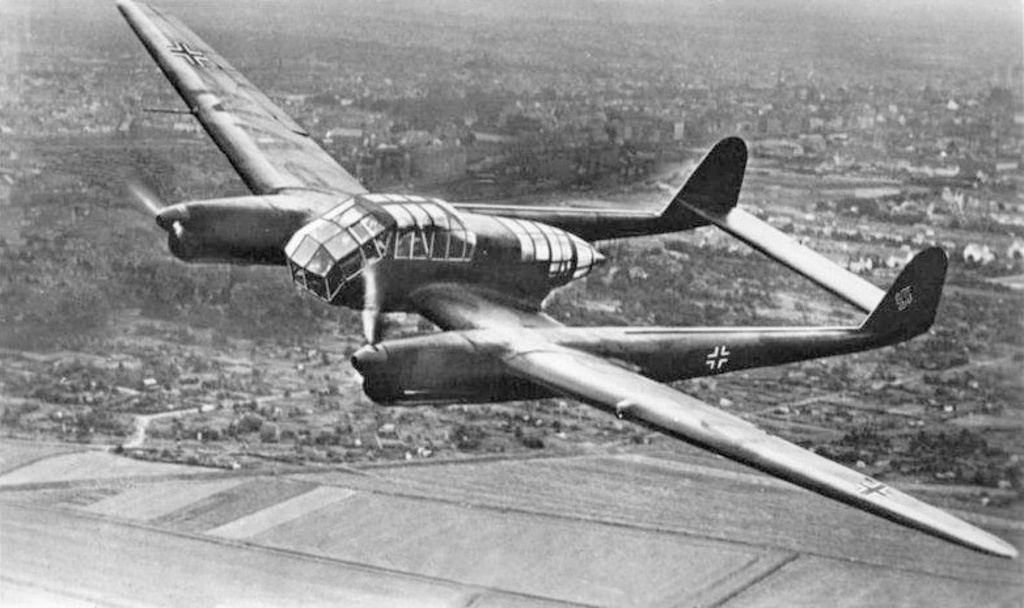
Самолет-разведчик Focke Wulf Fw189

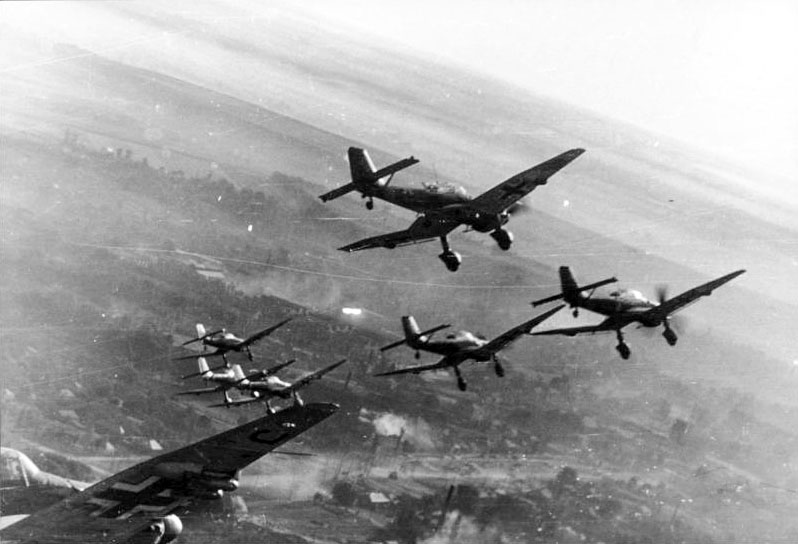
Звено Junkers Ju 87 на Восточном фронте

Летом 1942 года превосходством в воздухе обладала немецкая авиация (VIII воздушный корпус). Пользуясь этим обстоятельством, пикирующие бомбардировщики Юнкерс Ju 87 беспрепятственно наносили удары по советским войскам и технике, а средние бомбардировщики Хейнкель НЕ 111 и Юнкерс Ju 88 бомбили советские эшелоны, подвозившие в район боёв пополнения и боеприпасы. Советская 8-я Воздушная Армия с 20 июля по 17 августа потеряла 447 самолётов из недавнего пополнения. Только 10 августа на полевых аэродромах было уничтожено 20 советских самолётов. Советские ВВС имели плохую логистику, низкий уровень подготовки лётного состава и недостаток средств связи. Опытные немецкие лётчики легко уничтожали советские самолёты. Например, 12 августа 8-й авиационный корпус люфтваффе (Fliegerkorps VIII) уничтожил 25 из 26 советских самолётов, пытавшихся атаковать немецкие аэродромы, не понеся при этом никаких потерь. На следующий день Fliegerkorps VIII вновь отразил атаку на аэродромы, уничтожив 35 из 45 советских самолётов.

## Последствия
В большой излучине Дона советские войска (62-я и 64-я общевойсковые армии и 1‑я и 4‑я танковые армии) понесли тяжёлые потери. Немецкая 6-я армия также понесла потери, но вышла на рубеж Дона и заняла плацдарм на восточном берегу, с которого вскоре начала наступление на Сталинград. Немцам не удалось ликвидировать небольшой плацдарм на северном фасе излучины Дона в районе Кременской. В дальнейшем этот плацдарм стал одним из мест, откуда началось наступление советских войск во время операции «Уран» (ноябрь 1942 года), приведшей к окружению и капитуляции 6-й армии.

## Анализ
Бои в большой излучине Дона привлекли внимание западных историков. По общему мнению, неудачи советских танковых корпусов во многом объяснялись низкой квалификацией советского командования на всех уровнях. Так, командование 62-й и 64-й армий использовало приданные танковые батальоны (в общей сложности около 300 танков) не для сконцентрированного удара в составе танковых корпусов, а раздельно для поддержки пехоты. Советские контрудары выполнялись хаотично, без должного планирования и подготовки, что привело к отсутствию взаимодействия между наступающими частями. В результате наступление пехоты велось несогласованно и часто без поддержки танков, артиллерии и авиации, что дало возможность противнику эффективно отражать атаки по частям.

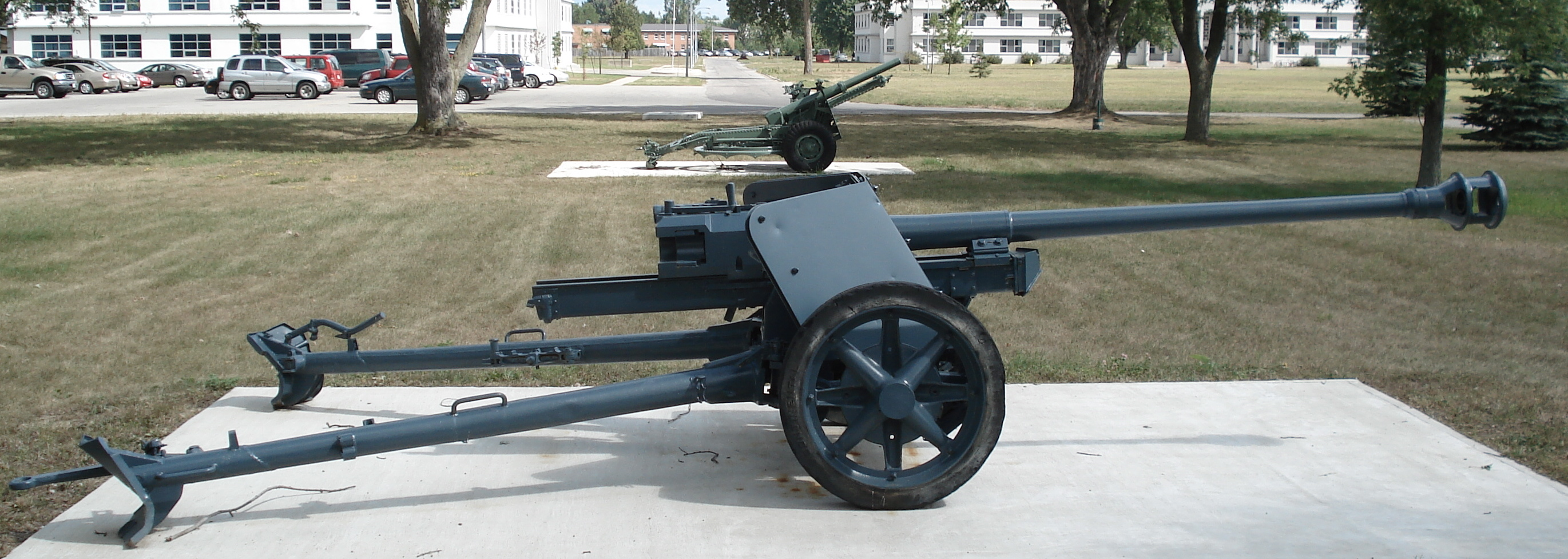
Немецкое 75-мм противотанковое орудие Pak. 40

Другим фактором неудач РККА стало превосходство в воздухе немецкой авиации. Это превосходство позволяло германскому командованию вести оперативную разведку и наносить массированные удары по скоплениям советских танков и пехоты. С другой стороны, из-за проблем с логистикой немецкие танковые части испытывали постоянный недостаток ГСМ и боеприпасов. 30 июля Франц Гальдер отметил в своём дневнике: «Ударные части 6-й армии парализованы недостатком боеприпасов и горючего». Нехватка боеприпасов в танковых частях вермахта объяснялась как недостатками снабжения, так и неожиданно большим количеством советских танков. 1-я танковая армия (Москаленко) состояла из 13-го и 28-го танковых корпусов (чуть более 300 танков) и одной стрелковой дивизии. 4-я ТА Крученкина имела один 22-й т.к. и вступила в бой только 28 июля. Этим силам противостоял 14-й танковый корпус вермахта. Открытый характер местности способствовал дальней стрельбе прямой наводкой противотанковых пушек Pak 40 (на илл.) и аналогичных танковых пушек KwK 40, которыми были оснащены новые модели танков Pz.Kpfw. IV.
Несмотря на тактические неудачи и огромные потери, сопротивление РККА превысило ожидания немецкого командования. Продвижение к Сталинграду отставало от плановых сроков. Относительно высокие потери вермахта, особенно пехоты, негативно повлияли на моральное состояние немецких войск накануне решающего сражения за Сталинград.

## Историческое значение
По мнению американского историка Дэвида Гланца, историки не уделяли боям в излучине Дона должного внимания отчасти потому что советская историография замалчивала эти события, не выделяя их в отдельный эпизод. Гланц считает, что эти трёхнедельные бои недооценены как с точки зрения потерь для обеих сторон, так и по своему влиянию на дальнейшие события. По мнению Гланца, упорная оборона 62-й и 64-й армий на западном берегу Дона, контрудары 1-й и 4-й танковых армий РККА, а также действия Брянского и Воронежского фронтов к западу от Воронежа свидетельствуют о намерениях Ставки ВГК организовать стратегическое наступление, призванное остановить продвижение группы армий «Б» к Сталинграду и Астрахани. Хотя 62-я армия была практически уничтожена в боях, 6-я армия вермахта также была значительно ослаблена, что отчасти объясняет трудности, с которыми эта армия преодолевала оборону советских войск в Сталинграде шестью неделями позднее. Однако сразу после того, как 6-я армия полностью очистила западный берег Дона от сил РККА, в войсках 6-й армии и 4-й танковой армии царило приподнятое настроение в предвкушении быстрого победного марша на Сталинград.

### Комментарии
1. ↑  Сражение рассматривается как отдельный эпизод в англоязычной литературе (англ. Battle of Kalach) и в немецких источниках (нем. Kesselschlacht bei Kalatsch — котел у Калача). В советской историографии бои в излучине Дона не выделяются в отдельный эпизод и относятся к первой фазе Сталинградского сражения.
2. ↑  Гитлер надеялся окружить в излучине Дона крупные силы РККА, заняв переправу через Дон у Ростова-на-Дону. Именно в этом направлении стремительно двинулась 4-я ТА вермахта. Однако советские войска уходили на юг еще быстрее и план окружения не удался[4].
3. 1 2  Директивой № 45 (23 июля 1942) Гитлер передал Паулюсу 24-й танковый корпус, первоначально входивший в состав группы армий «А», направлявшейся на Кавказ[14]
4. ↑  Калач-на-Дону расположен в вершине большой излучины Дона; расстояние от Калача до Сталинграда составляет около 80 км.
5. ↑  Командующий ГА «Юг» фельдмаршал Федор фон Бок возражал против нарушения первоначальной двухступенчатой структуры плана «Блау» (Blau I и Blau II), а также против отправки 4-й танковой армии на юг. 17 июля  Гитлер отстранил Бока от командования и перевел в резерв. Командующим группы армий «А» был назначен фельдмаршал Вильгельм Лист, группы «B» — генерал-полковник Максимилиан фон Вейхс[8]
6. ↑  12 июля Гордов был назначен командующим Сталинградским фронтом вместо Тимошенко; 64-ю армию возглавил генерал-лейтенант В. И. Чуйков
7. ↑   Изначальный план наступления на Кавказ (план «Блау») не предусматривал занятия Сталинграда. Город планировалось взять в осаду, разрушив предварительно воздушными бомбардировками. Однако после взятия Воронежа (8 июля) Гитлер отказался от исходного плана и двинул войска на Кавказ, не дожидаясь прочного закрепления на Волге. Новый план получил название «Брауншвейг». По этому плану 6-й армии было приказано занять Сталинград.[4]
8. ↑  С.К. Тимошенко входил в число ветеранов 1-й Конной армии, к которым Сталин испытывал особое доверие.
9. ↑  Сформированы на основе резервных армий 7-й и 1-й, соответственно[9]
10. ↑  По мнению историка Дэвида Гланца, войска новых фронтов — Сталинградского и Воронежского — состояли из наскоро собранных и плохо вооружённых частей резервных армий, личный состав которых был набран весной 1942 года и имел лишь элементарную подготовку[12]. В состав фронтов были включены также полки, сформированные из курсантов военных училищ: Краснодарского, Грозненского, Винницкого, 2-го Орджоникидзевского. Курсантские полки понесли особенно большие потери: к концу августа существовал только полк Орджоникидзевского училища, находившийся в армейском резерве.
11. ↑  Историк И. Г. Ермолов, указывает, что донские казаки, уцелевшие после расказачивания и коллективизации, в основной своей массе приветствовали немецкие войска как «освободителей от большевицкого ига»[19]. Германское командование, в свою очередь, рассматривало казаков, как союзников[19]. Действия казаков по возрождению атаманского управления и разделу колхозного имущества встречали поддержку и одобрение со стороны немецких властей[20].
12. ↑  18 и 20 июля шли проливные дожди, из-за чего передвижение войск практически прекратилось[22].
13. ↑  Передовые части 6-й армии встретились с советскими авангардами 16 или 17 июля (по разным данным); именно эта дата в советской историографии считается началом Сталинградской битвы
14. ↑  Захарченко пытался оторваться от немецкой мотопехоты в автомобиле, но попал под огонь танков[23].
15. ↑  В состав 100-й егерской дивизии входил 369-й хорватский пехотный полк, т. н. «Хорватский легион».
16. ↑  Дивизии состояли из новобранцев, призванных в Ростове-на-Дону весной 1942 года[26]
17. ↑  Проблемы с горючим преследовали танковые части вермахта всю летнюю кампанию на юге. Железнодорожная колея, перешитая под немецкий стандарт была доведена лишь до Харькова. Оттуда снабжение фронта велось автотранспортом, что существенно ограничивало поставки. К началу августа было налажено железнодорожное сообщение по ветке Лисичанск — Миллерово, после чего снабжение 6-й армии восстановилось в необходимом объёме. К 6 августу запасы топлива и боеприпасов были пополнены и 6-я армия вновь приступила к активным действиям.
18. ↑  Для удобства управления танковые и моторизованные дивизии вермахта иногда разделялись на временные «боевые группы» Kampfgruppe (KG)
19. ↑  После пленения в 1943 году играл видную роль в армии Власова[28]
20. ↑  По воспоминаниям командующего 64-й армией В.И. Чуйкова к началу боёв армия не закончила формирование, её тылы находились в пути из Тулы, дивизии не имели заранее подготовленных позиций и вводились в бой с марша[29].
21. ↑  Дивизия была сформирована в начале 1942 года в Ишиме. Основное ядро составляли призывники 1921—1923 годов рождения Омской, Новосибирской областей. Более 2 тысяч рядовых были призваны после досрочного освобождения из мест заключения. Младший комсостав прибыл из учебных батальонов кадровых частей Сибирского и Забайкальского военных округов, а средний комсостав в основном из Омского и Свердловского общевойсковых училищ[30]. 8 августа 229-я дивизия вместе с частями пяти других дивизий попала в окружение. Командир дивизии полковник Сажин лично возглавил арьергард. В течение суток отряд Сажина, имея на вооружении лишь личное стрелковое оружие, «сдерживал лавину фашистской мотопехоты, поддерживаемой танками и самоходными орудиями». В неравном бою 11 августа 1942 года полковник Сажин погиб. На левый берег Дона «в неимоверно трудных условиях» удалось переправиться 700 бойцам дивизии[31].
22. ↑  Дивизия комплектовалась в Уфе из новобранцев весеннего (1942 года) призыва юношей 1923 года рождения и мобилизованных мужчин старшего возраста, многим из которых в своё время не пришлось служить в Красной Армии.
23. ↑  В июне 1942 года Василевский был назначен начальником Генштаба взамен заболевшего Б. М. Шапошникова. В 1942 году Василевский регулярно выезжал на фронты для разрешения кризисных ситуаций.
24. ↑  На 24 июля армии имели следующий состав. 1-я ТА: 13-й и 28-й танковые корпуса (тк), 158-я танковая бригада (тб) и 131-я стрелковая дивизия (сд); 4-я ТА: 22-й и 23-й тк, 18-я сд, 133 тб и артиллерийский полк. В 1942 году танковый корпус РККА примерно соответствовал танковой дивизии вермахта, танковая бригада РКККА — танковому полку вермахта
25. ↑  Штаб фронта несколько раз делал попытки установить точное расположение окружённой группировки с воздуха, но безуспешно. Группа офицеров, высланная на поиски, столкнулась с патрулём противника и вернулась ни с чем.[33]
26. ↑  По мнению некоторых историков, число уничтоженных советских танков преувеличено[39].
27. ↑  24 июля По-2 на котором летел командующий 64-1й армией В. И. Чуйков был сбит Юнкерсом Ju-88. Чуйков и пилот чудом остались живы[31].
28. ↑  Маршал Советского Союза Н. И. Крылов, служивший летом 1942 года начальником штаба 62-й армии, вспоминает[42]:

В степи было сухо, знойно. И всё светлое время суток в небе почти не смолкал гул фашистских самолётов. Что такое господство врага в воздухе, я как будто уже достаточно знал по Одессе и Севастополю. Однако в открытой степи, где труднее укрывать и людей, и особенно боевую технику, оно ощущалось ещё сильнее.

Без поддержки наземных войск с воздуха, обычно массированной, противник не делал ничего. Даже переброски на восточный берег Дона небольших подразделений обеспечивались десятками бомбардировщиков. Вражеская авиация крайне осложняла действия нашей артиллерии, заставляя её часто менять огневые позиции, отчаянно мешала инженерным работам, почти не давала подвозить что-либо днём из дальних тылов в ближние. Летавшие над дорогами и полем «мессеры» нападали и на мелкие одиночные цели вроде моего «виллиса» (один раз это кончилось тем, что машину перевернуло взрывной волной, а нас с адъютантом и водителя засыпало землёй).

Людей больше всего удручало то, что фашистская авиация нередко могла действовать безнаказанно. Наших истребителей появлялось в воздухе мало, а иногда не было совсем
29. ↑  Потери, понесённые в боях на правом берегу Дона привели к расформированию 1-й танковой армии, остатки которой были использованы для пополнения 62-й армии[44][45]
30. ↑  В стрелковых дивизиях РККА, спешно сформированных весной 1942 года, имелся недокомплект тяжёлого вооружения: артиллерии, миномётов и пулемётов. Для компенсации этого недостатка были созданы танковые бригады по 20-30 танков в каждой. Такие бригады направлялись на усиление свежих стрелковых дивизий, формируемых из новобранцев призыва 1942 года. По мнению историков, создание небольших танковых бригад приводило лишь к распылению сил и ресурсов.
31. ↑  Дэвид Гланц отмечает, что советские танковые командиры в 1942 году не имели опыта командования частями крупнее бригады и не могли вести действия, скоординированные с другими родами войск[49].
32. ↑  Только 14-й танковый корпус докладывал об уничтожении 482 советских танков за последние восемь дней июля, а в целом 6-я армия заявила о более чем 600 уничтоженных советских танках. По советским данным на плацдарме у Калача такого количества танков не было.
33. ↑  Пушка предназначалась для борьбы с советскими танками Т-34 и КВ. Дальность прямого выстрела Pak 40 доходила до 1300 м. На этой дистанции бронепробиваемость калиберным снарядом превышала 80 мм.